# Фрасинето (Болцано)
Фрасинето је насеље у Италији у округу Болцано, региону Трентино-Јужни Тирол.
Према процени из 2011. у насељу је живело 253 становника. Насеље се налази на надморској висини од 1076 м.